# Sophora secundiflora
Calia secundiflora là một loài thực vật có hoa trong họ Đậu. Loài này được (Ortega) DC. miêu tả khoa học đầu tiên.

## Hình ảnh

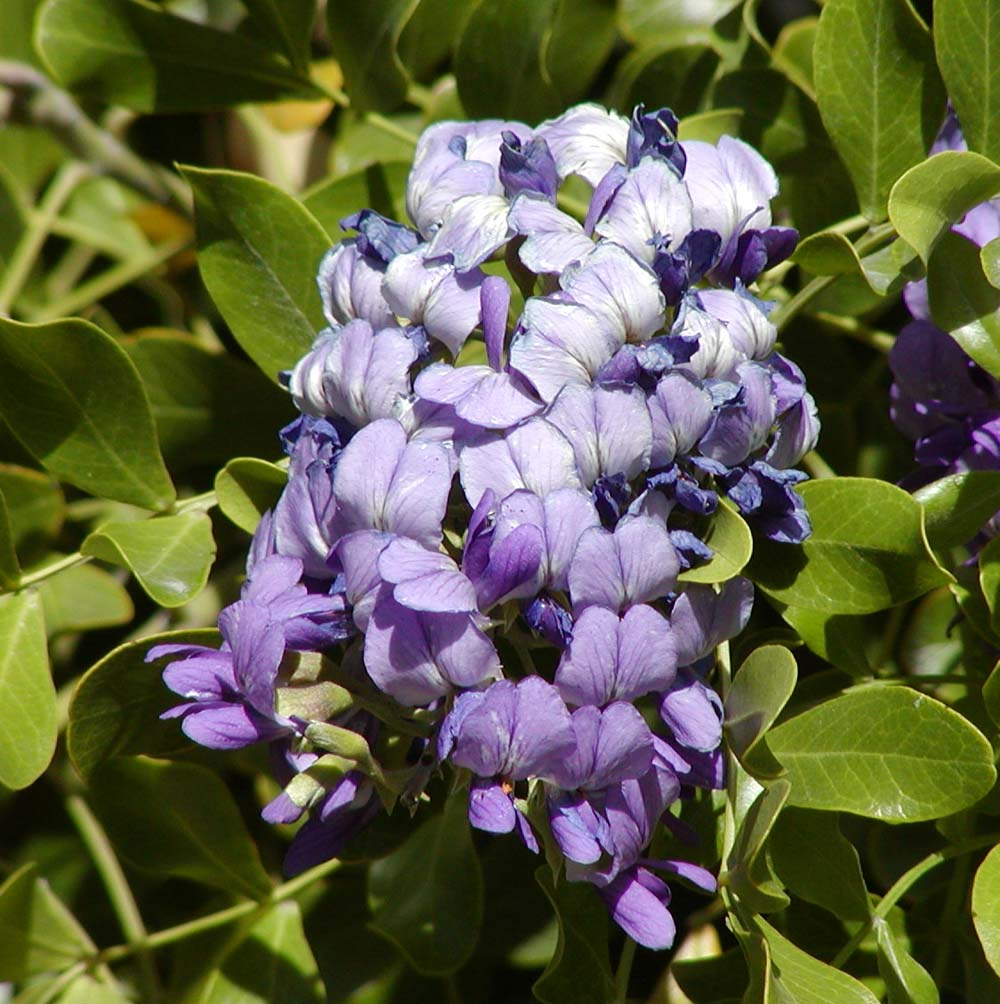
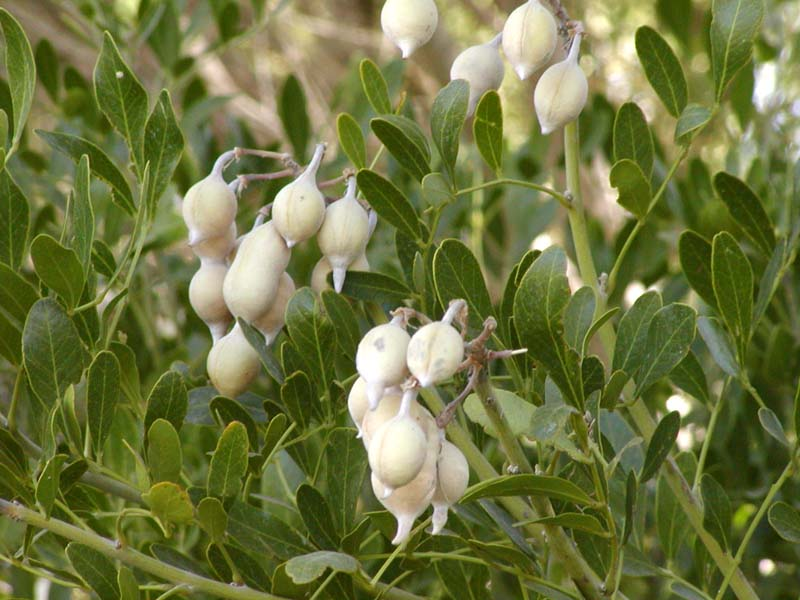